# 招聘
| ウィキペディアには「招聘」という見出しの百科事典記事はありません（タイトルに「招聘」を含むページの一覧/「招聘」で始まるページの一覧）。 代わりにウィクショナリーのページ「招聘」が役に立つかもしれません。 |